# 黃克競
黃克競博士，CBE（英語：Haking Wong，1906年—1996年1月9日），名祖騋，字克競，以字行，香港著名工業企業家，五邑華僑，籍貫廣東新會。黃克競為香港中華廠商聯合會前會長，他於五十年代後期投資研發及製造光學儀器，獲尊稱為「光學儀器大王」。同時，黃克競熱心於教育、公益事業，造福華人社會，是一位慈善家。

## 生平

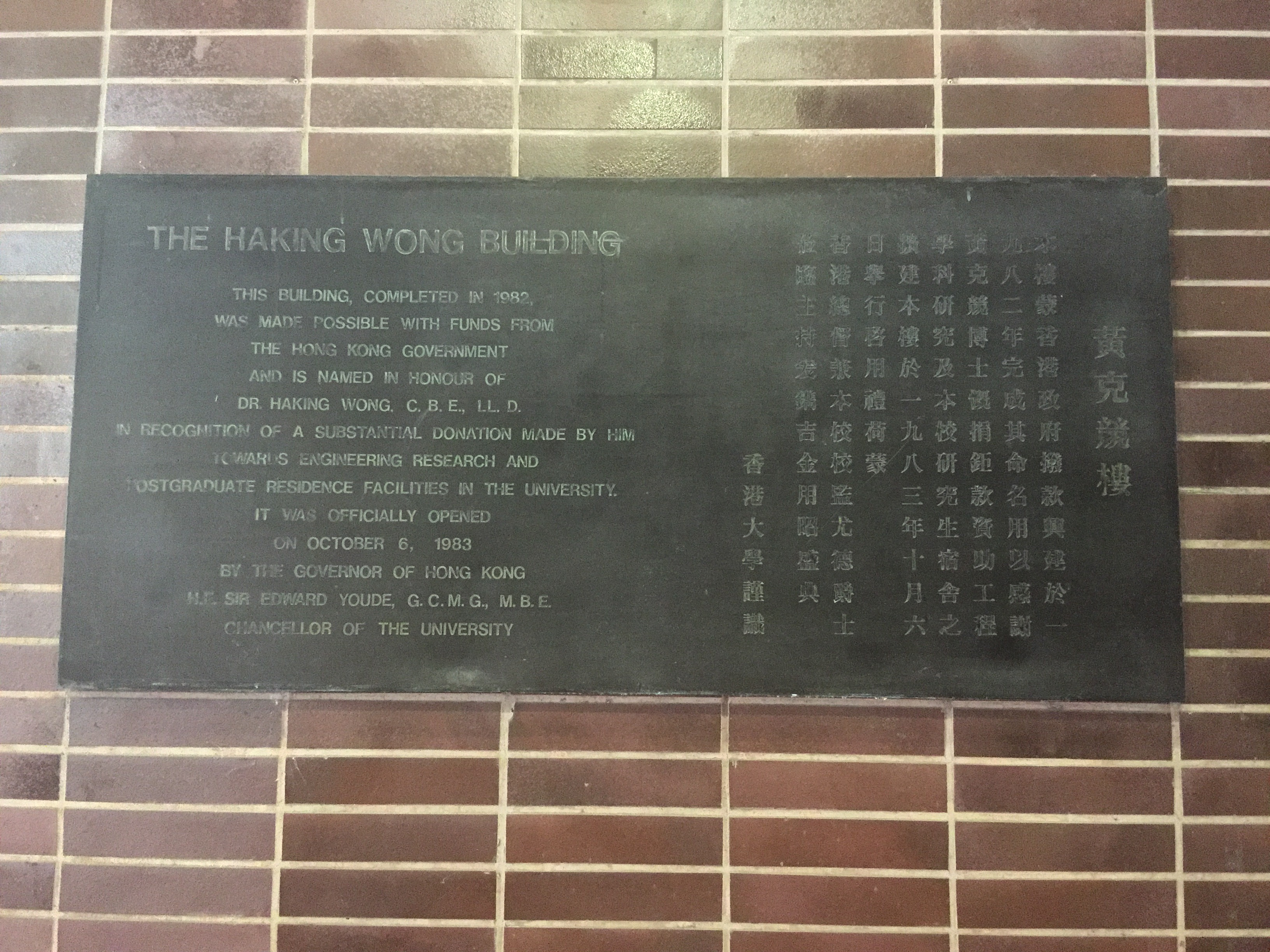
黃克競曾為港大捐建黃克競樓，1983年10月6日由時任港督兼港大校監尤德爵士主持開幕儀式

### 幼年生活
1906年，黃克競生於香港。其父為著名泰國華僑富豪黃宣充，祖籍廣東新會。
童年時隨母親居於泰國，於當地讀過數間華僑私塾，至1920年返港入讀聖士提反書院。中學畢業之後，黃克競曾在包括電子、紡織、塑膠以及造船工業等多方面作出嘗試。在香港淪陷時期，黃克競一度逃難至廣州，戰後再次回到香港。

### 從業生涯
1950年代，香港開始發展製造業，黃克競和陳蕉琴女士於1956年共同創辦了「寶源基業有限公司」。此後五至六年間，黃克競因想尋找較高競爭力及技術較高的工業，因由本來發展穩定的塑膠業轉而製造光學儀器，並開始生產機械相機，成香港首個相機製造商。隨後，寶源基業成功研製首部百分百由香港製造的「夏蓮娜」相機，並出口到英國、美國等國際市場。由於黃克競在香港開創了相機及望遠鏡等的光學儀器製造的先河，他後被稱為「光學儀器大王」。至1993年，黃克競身家高達15億港元。

### 社會事業
黃克競一生曾任多個職銜，如東華三院總理、保良局總理和香港中華廠商聯合會會長 等。黃克競分別於1968年及1981年獲香港政府頒授OBE及CBE勳銜，及後在1980年獲香港大學頒授名譽法學博士。
黃克競熱心於公益慈善工作，同時亦有資助教育事業；1977年捐款成立黃克競工業學院（現香港專業教育學院黃克競分校），復於1983年資助興建了香港大學黃克競樓。除了在香港，黃克競亦有出資在新會興建了黃克競大橋，耗資1600萬元，在1992年11月建成通車。其後再有與弟弟黃祖棠合資興建紀念父親的黃宣充紀念大橋，以及紀念母親的黃張見紀念大橋。黃克競因振興新會有絕對貢獻，他於1992年獲當地政府封為「新會榮譽市民」。次年11月，他再獲江門市授予「江門市榮譽市民」之稱。

## 家族
黃克競生前有三名妻子，當中有第二任妻子湯慰珍及第三任妻子鍾海燕，共育有十一名子女。可是在黃克競逝世後，其家族成員多次因訴訟而被報章報導。當中包括於2000年12月，黃克競的三名兒子黃允烜、黃允湛及黃允熙入稟高等法院，申請將黃克競一手創辦的寶源基業有限公司申請清盤，最終導致公司流落到外人手中。
其姪子是香港80年代知名發展商商人黃振輝。

## 外部連結
- 《寶源基業有限公司 （页面存档备份，存于）》網站 （英文）